# John Mix Stanley
Pour les articles homonymes, voir John Stanley (homonymie) et Stanley.
John Mix Stanley est un peintre américain né en 1814 à Canandaigua et mort le 10 avril 1872 à Détroit. Dans la lignée de George Catlin, il parcourut l'Ouest américain et peint de nombreuses toiles représentant les Amérindiens.

## Galerie

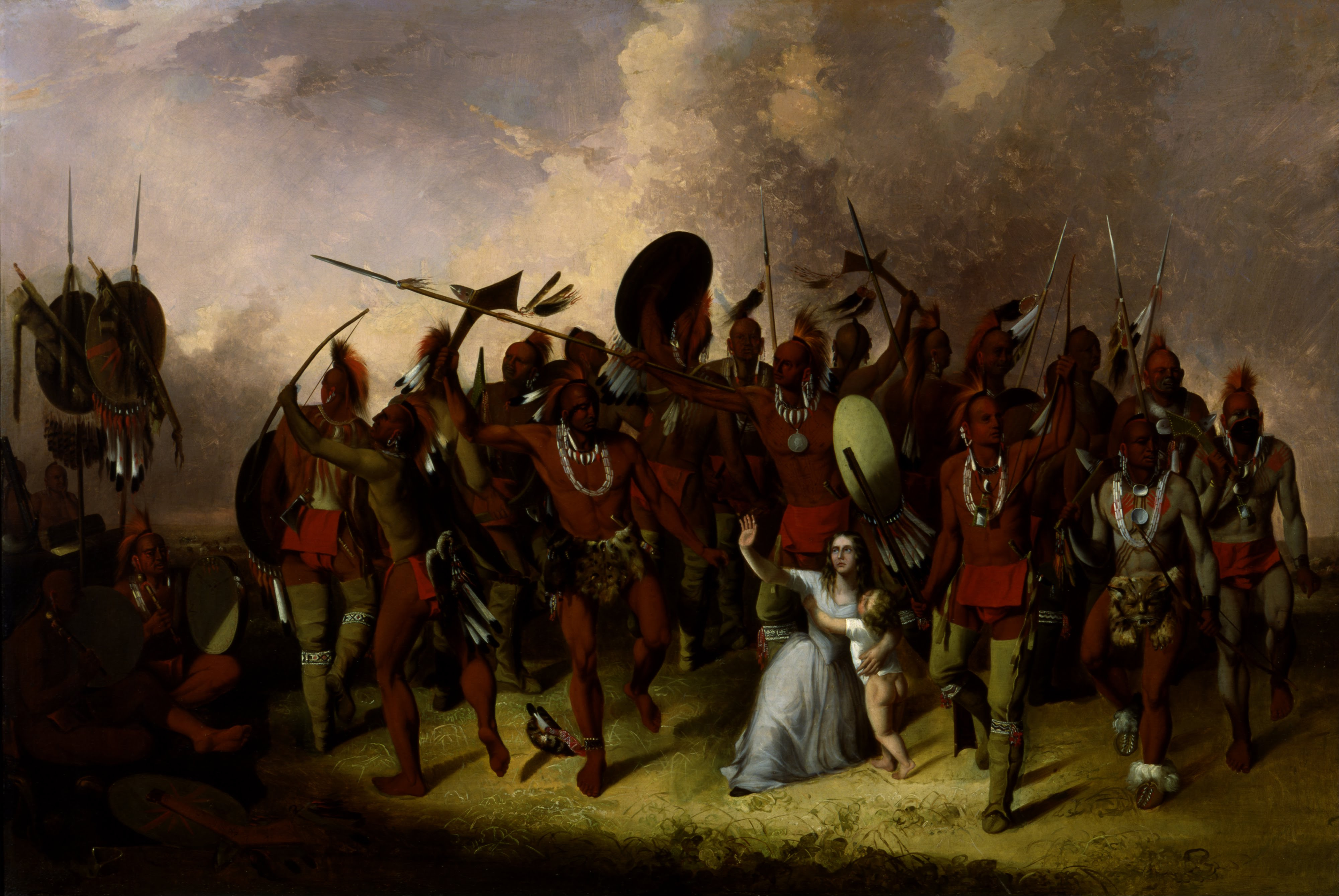
Osage Scalp Dance, 1845.
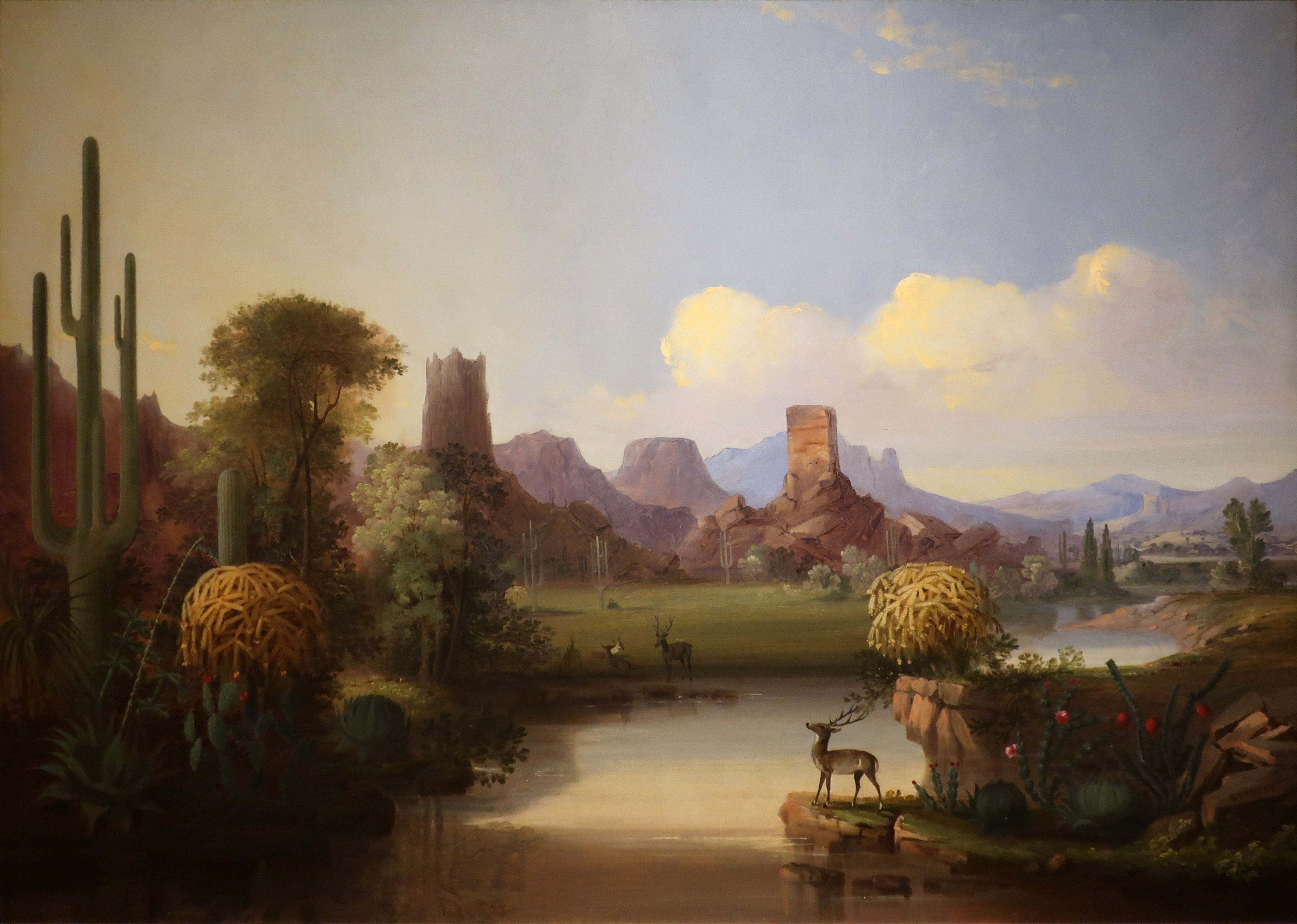
Chain of Spires Along the Gila River, 1855.
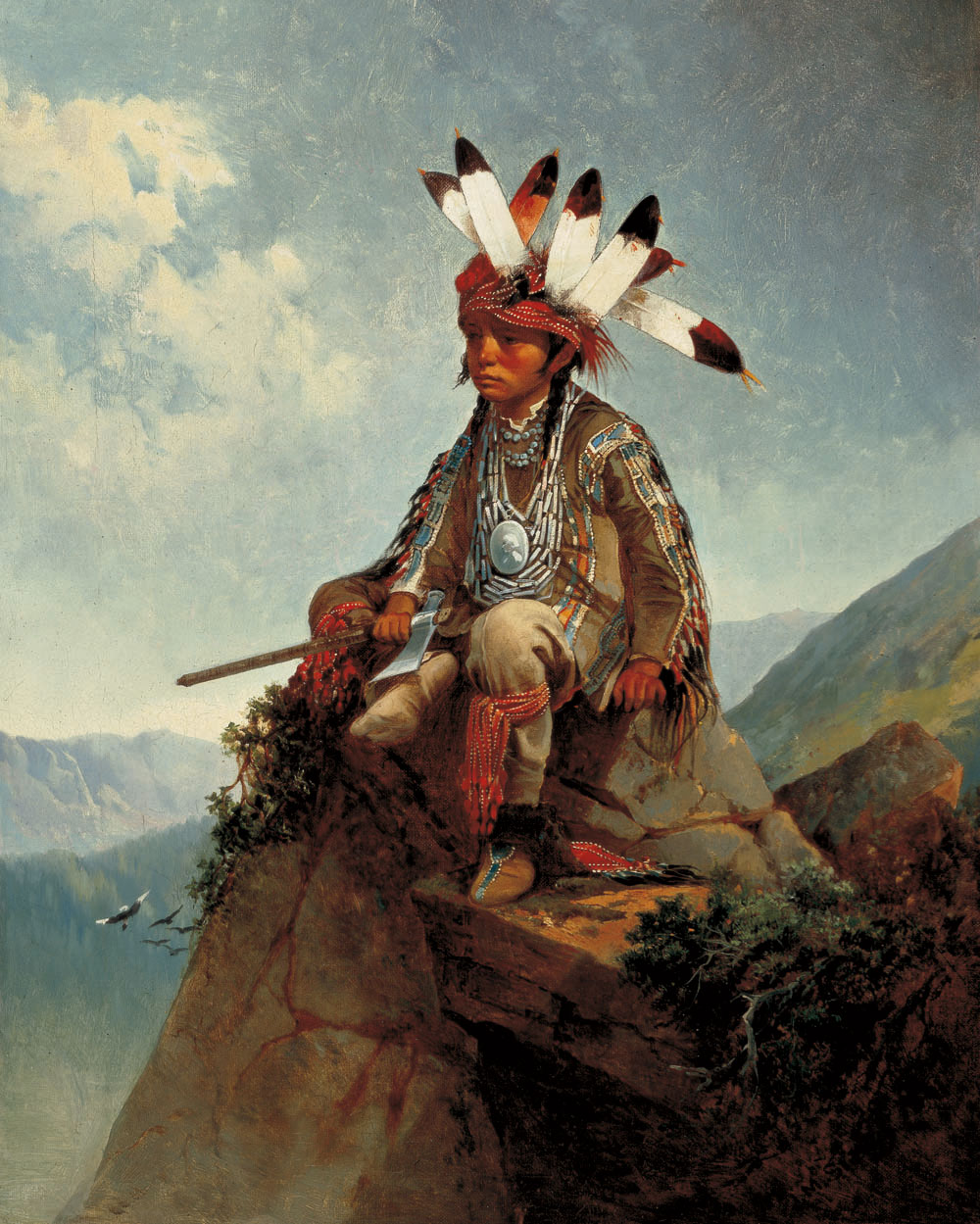
Young Chief, 1868.
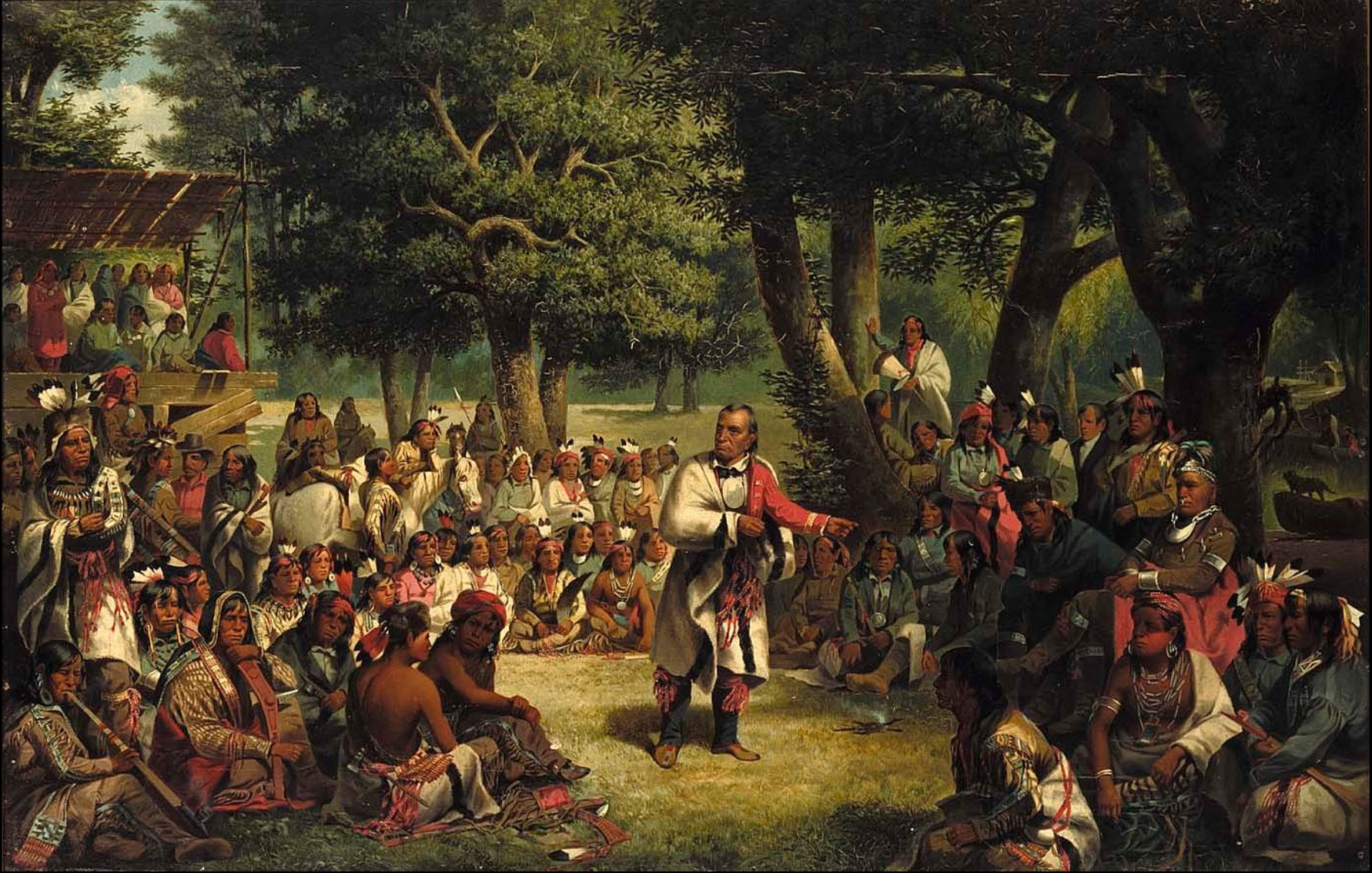
The Trial of Red Jacket, 1869.